# モントリオール現代美術館
モントリオール現代美術館（フランス語：Musée d'art contemporain de Montréal、略称：MACM）は、モントリオールにある美術館。カナダ初のコンテンポラリーアートを専門に扱う美術館である。

## 沿革
1964年にケベック州により、カナダ初のコンテンポラリーアートに特化した美術館としてヴィル=マリー広場（Place Ville-Marie）で開館。そして1965年にデュフレーヌ城の敷地内に移設され一般公開された。その後1968年にモントリオール万国博覧会の展示館に移動。1992年に現在のアルム広場の場所に移動した。

## コレクション
所蔵作品は約7,600点。マルチメディア・イベント、パフォーマンス・アートやコンサート等の催しも開かれる。
館内は常設展示室4室と特別展示室4室に分かれており、コンテンポラリー・アートの主要なトレンドに合わせて作品展示が行なわれている。現代絵画、彫刻、写真、インスタレーション、映像、紙面の作品などを含み、特にケベック出身、カナダ出身のアーティストの作品を中心に、また著名な国際的なアーティストの作品などが所蔵されている。